# City University of New York
City University of New York (CUNY) este un sistem public de universități din orașul New York și totodată cel mai mare sistem universitar urban din SUA. CUNY este o rețea universitară separată și independentă de SUNY (State University of New York), deși ambele sunt instituții publice finanțate de statul New York. CUNY este amplasată doar în orașull New York, pe când unitățile SUNY sunt răspândite în întreg statul, inclusiv în orașul, New York.
Istoria CUNY a început în anul 1847, odată cu fondarea unei Free Academy of the City of New York, devenită mai târziu City College of New York. Sistemul universitar actual a fost creat în 1961; el are 275.000 de studenți și cercetători, și un număr de 13 alumni laureați ai Premiului Nobel.
1. ↑  „Universitatea Orașului New York”, Gemeinsame Normdatei, accesat în 1 iunie 2021
2. ↑   https://www.cuny.edu/news/queens-college-president-felix-v-matos-rodriguez-to-be-named-chancellor-of-city-university-of-new-york/ Lipsește sau este vid: |title= (ajutor)
3. ↑   (PDF) https://web.archive.org/web/20210302032116/http://cuny.edu/wp-content/uploads/sites/4/media-assets/Fall-2019-Staff-Facts.pdf, arhivat din original (PDF) la |archive-url= necesită |archive-date= (ajutor) Lipsește sau este vid: |title= (ajutor)
4. ↑   https://www.cuny.edu/about/ Lipsește sau este vid: |title= (ajutor)